# 斯佩德鎮區 (內布拉斯加州諾克斯縣)
斯佩德鎮區（英語：Spade Township）是位於美國內布拉斯加州諾克斯縣的一個行政鎮區。

## 地方資料
斯佩德鎮區的面積為92.03平方千米，皆為陸地。根據2020年美國人口普查的數據，當地共有人口67人，而人口密度為每平方千米0.73人。